# ジアミノ酪酸デカルボキシラーゼ
ジアミノ酪酸デカルボキシラーゼ(Diaminobutyrate decarboxylase、EC 4.1.1.86)は、以下の化学反応を触媒する酵素である。
L-2,4-ジアミノ酪酸 {\displaystyle \rightleftharpoons } プロパン-1,3-ジアミン + CO2
従って、この酵素の基質は、L-2,4-ジアミノ酪酸のみ、生成物は、プロパン-1,3-ジアミンと二酸化炭素の2つである。
この酵素はリアーゼ、特に炭素-炭素結合を切断するカルボキシリアーゼに分類される。系統名は、L-2,4-ジアミノ酪酸 カルボキシリアーゼ (プロパン-1,3-ジアミン形成)(L-2,4-diaminobutanoate carboxy-lyase (propane-1,3-diamine-forming))である。他に、DABA DC、L-2,4-diaminobutyrate decarboxylase、L-2,4-diaminobutanoate carboxy-lyaseとも呼ばれる。